# Bénouville (Sekwana Nadmorska)
Bénouville – miejscowość i gmina we Francji, w regionie Normandia, w departamencie Sekwana Nadmorska.
Według danych na rok 1990 gminę zamieszkiwało 146 osób, a gęstość zaludnienia wynosiła 51 osób/km² (wśród 1421 gmin Górnej Normandii Bénouville plasuje się na 753. miejscu pod względem liczby ludności, natomiast pod względem powierzchni na miejscu 849.).